# Elefantentreffen
Elefantentreffen (niem. spotkanie słoni) jest zimowym zlotem motocyklowym, który odbywa się co roku na nizinie między miejscowościami Loh, Thurmansbang i Solla w każdy pierwszy weekend lutego w Bayerischer Wald. Jest organizowany przez niemiecki narodowy związek motocyklistów.
Zlot został zapoczątkowany po drugiej wojnie światowej przez Ernesta Leverkusa ("Klacks"), który zorganizował spotkanie dla odpornych na zimę motocyklistów jeżdżących maszynami firmy Zündapp-KS 601 z przyczepką. Motory KS 601 zwane Zielonymi Słoniami ("Grüner Elephant") dały nazwę tej imprezie.
Początkowo spotkania odbywały się na Nürburgring zostały jednak przeniesione z powodu zmian organizacyjnych do Bayerischer Wald, przy granicy czeskiej, gdzie zimą zawsze jest śnieg. W międzyczasie przez parę lat zjazd odbywał się w Salzburgu.
Co roku od 5000 do 10000 motocyklistów z całej europy brało udział w imprezie, przyjeżdżając na wymyślnych konstrukcjach.
Po roku 1988 zjazd przestał się odbywać, jednak kilka osób organizowało prywatny zjazd zastępczy, który odtąd odbywa się co roku, od roku 1990 na torze Nürburgring, i znany jest jako "Stary Zjazd Słoni" ("Altes Elefantentreffen").